# Lev Borisovich Kamenev
Lev Borisovich Kamenev (tiếng Nga: Лев Бори́сович Ка́менев, IPA: [ˈlʲɛf bɐˈrʲisəvʲɪtɕ ˈkamʲɪnʲɪf] ⓘ;; 18 tháng 7 [OS 06 tháng 7] 1883-25 tháng 8 năm 1936), tên khi sinh Rozenfeld (tiếng Nga: Розенфельд), là một nhà cách mạng Bolshevik và nhà chính trị nổi bật của Liên Xô. Ông là một trong bảy thành viên của Bộ Chính trị đầu tiên, được thành lập vào năm 1917 để quản lý các cuộc cách mạng Bolshevik:. Lenin, Zinoviev, Kamenev, Trotsky, Stalin, Sokolnikov và Bubnov.
Kamenev là anh em rể của Leon Trotsky. Ông đã giữ cương vị trong một thời gian ngắn chức vụ tương đương với người đứng đầu nhà nước đầu tiên của Đảng Cộng sản Liên Xô vào năm 1917, và 1923-24 là Quyền Thủ tướng trong năm cuối cùng của cuộc đời Vladimir Lenin. Joseph Stalin xem ông như là một nguồn của sự bất mãn và một nguồn gốc của phe đối lập để lãnh đạo của riêng mình; Kamenev bị thất sủng và bị hành quyết vào ngày 25 tháng 8 năm 1936, ở độ tuổi 53, sau một cuộc Phiên tòa dàn dựng ngắn gọn.

## Sự nghiệp
Lev Kamenev sinh ra ở Moscow, con trai của một công nhân đường sắt Do Thái và một người mẹ chính thống Nga. Cha ông đã sử dụng sự giàu có mà ông kiếm được trong việc xây dựng đường sắt Baku-Batumi để chi trả giáo dục cho ông. Ông theo học tại Đại học Moskva.
Lev Kamenev hoạt động chính trị trong trường đại học và bị bắt vào năm 1902. Từ thời điểm đó, ông đã là một nhà cách mạng và hoạt động tại St. Petersburg, Moscow và Tiflis. Vào đầu những năm 1900, anh kết hôn với Olga Bronstein em gái của Leon Trotsky. Cặp đôi này có hai con trai cùng nhau.
Lev Kamenev gia nhập Cộng sản vào năm 1901. Ông đã có một chuyến đi ngắn ở nước ngoài vào năm 1902, gặp các nhà lãnh đạo dân chủ xã hội Nga sống lưu vong, bao gồm cả Vladimir Lenin, người có mối quan hệ gắn bó với ông. Sau khi tham dự Đại hội lần thứ ba của Đảng Lao động Dân chủ Xã hội Nga (RSDLP) tại London tháng 3 năm 1905, Kamenev trở về Nga để tham gia Cách mạng Nga năm 1905 tại St. Petersburg vào tháng Mười.
Ông trở lại London để tham dự Đại hội Đảng RSDLP lần thứ 5, nơi ông được bầu vào Ủy ban Trung ương Đảng Bolshevik, tháng 5 năm 1907, nhưng bị bắt khi ông trở về Nga. Sau khi Kamenev được thả ra khỏi nhà tù năm 1908, ông và gia đình ông đã đi ra nước ngoài vào cuối năm để giúp Lenin quản lý tạp chí Proletariy của Bolshevik. Vào giữa năm 1908, Kamenev và Grigory Zinoviev trở thành trợ lý chính của Lenin ở nước ngoài.
Đầu năm 1915, Kamenev bị kết án lưu vong tại Siberia; ông sống sót hai năm ở đó cho đến khi được giải thoát bởi cuộc Cách mạng thành công năm 1917.
Năm 1918, Kamenev trở thành chủ tịch Liên Xô Moscow, và ngay sau đó là Phó Chủ tịch Hội đồng Nhân dân của Lenin và Hội đồng Lao động và Quốc phòng. Vào tháng 3 năm 1919, Kamenev được bầu làm thành viên đầy đủ của Bộ Chính trị đầu tiên. Mối quan hệ cá nhân của anh với anh rể Trotsky, điều tốt đẹp sau cuộc cách mạng năm 1917 và trong cuộc Nội chiến Nga, giảm bớt sau năm 1920.
Trong 15 năm tiếp theo, Kamenev là bạn và đồng minh thân thiết của Grigory Zinoviev, Trong thời gian bệnh của Lenin, Kamenev được bổ nhiệm làm Hội đồng hành động của Ủy ban Nhân dân và Chủ tịch Bộ Chính trị. Cùng với Zinoviev và Joseph Stalin, ông đã thành lập một liên minh trong Đảng Cộng sản, và đóng một vai trò quan trọng trong việc gạt bỏ Trotsky.
Vào mùa xuân năm 1924, trong khi bộ ba chỉ trích chính sách của Trotsky và phe đối lập còn lại là "chống chủ nghĩa Lenin", những căng thẳng giữa Zinoviev, Kamenev và Stalin có thể kết thúc liên minh mong manh của họ. Tuy nhiên, Zinoviev và Kamenev đã giúp Stalin giữ chức vụ Tổng thư ký của Ủy ban Trung ương tại Đại hội Đảng lần thứ XII vào tháng 5-6.
Căng thẳng ngày càng trở nên gay gắt hơn tại cuộc họp tháng 9 năm 1925 của Ủy ban Trung ương, và đến Đại hội Đảng lần thứ XIV vào tháng 12 năm 1925, khi Kamenev công khai yêu cầu xóa bỏ Stalin khỏi vị trí của Tổng thư ký. Tuy nhiên, yêu cầu của Kamenev bị phủ quyết. Trotsky vẫn im lặng trong Quốc hội. Zinoviev được tái đắc cử Bộ Chính trị, nhưng Kamenev bị hạ cấp từ một thành viên đầy đủ thành một thành viên không có quyền bỏ phiếu, và Sokolnikov đã bị loại bỏ hoàn toàn. Stalin đã thành công trong việc đưa các đồng minh khác của mình vào Bộ Chính trị.
Đầu năm 1926, Zinoviev, Kamenev và những người ủng hộ của họ đã gần gũi hơn với những người ủng hộ Trotsky; với hai nhóm hình thành một liên minh, được gọi là Liên Hiệp Vương. Trong một giai đoạn mới của cuộc chiến nội Đảng giữa cuộc họp tháng 7 năm 1926 của Ủy ban Trung ương và Hội nghị Đảng XV tháng 10 năm 1926, phe Kamenev bị đánh bại và Kamenev mất ghế tại Hội nghị.
Kamenev tiếp tục phản đối Stalin suốt năm 1926 và 1927, kết quả là ông bị trục xuất khỏi Ủy ban Trung ương vào tháng 10 năm 1927. Sau khi trục xuất Zinoviev và Trotsky khỏi Đảng Cộng sản vào ngày 12 tháng 11 năm 1927, Kamenev là người phát ngôn chính của phe đối lập trong Đảng. Tại Đại hội Đảng lần thứ XV vào tháng 12 năm 1927. Kamenev đã sử dụng dịp này để kêu gọi hòa giải giữa các nhóm chính trị. Tuy nhiên bài phát biểu của ông bị gián đoạn 24 lần bởi các đối thủ của ông - Bukharin, Ryutin và Kaganovich và những nỗ lực của Kamenev là vô ích.
Cuộc hôn nhân đầu tiên của Kamenev, bắt đầu tan rã vào năm 1920 và kết thúc bằng việc ly hôn năm 1928. Ông kết hôn với nhà điêu khắc người Anh Clare Sheridan. Họ có một đứa con trai cùng nhau, Vladimir Glebov (1929–1994).
Trong khi Trotsky vẫn kiên quyết đối lập với Stalin sau khi ông bị trục xuất khỏi Đảng và lưu vong sau đó, Zinoviev và Kamenev đầu hàng ngay lập tức, và kêu gọi những người ủng hộ họ đi theo. Họ đã viết thư ngỏ thừa nhận những sai lầm và họ không bao giờ lấy lại ghế tại Ủy ban Trung ương.
Vụ giết Sergei Kirov ngày 1 tháng 12 năm 1934 là một chất xúc tác cho việc Stalin khởi xướng cuộc đại thanh trừng các đối thủ rộng khắp Liên Xô. Grigory Zinoviev, Kamenev và cộng sự thân cận của họ lại bị trục xuất khỏi Đảng Cộng sản và bị bắt vào tháng 12 năm 1934.
Zinoviev bị kết án mười năm tù. Kamenev bị buộc tội riêng vào đầu năm 1935 liên quan đến vụ án Kremlin và, mặc dù ông từ chối thú nhận, nhưng vẫn bị kết án mười năm tù giam.
Vào tháng 8 năm 1936, sau nhiều tháng chuẩn bị cẩn thận và diễn tập tại các nhà tù cảnh sát bí mật của Liên Xô, Zinoviev, Kamenev và 14 người khác, chủ yếu là những người Bolshevik cũ, bị đưa ra xét xử một lần nữa. Lần này các cáo buộc bao gồm việc hình thành một tổ chức khủng bố, bị cáo buộc đã giết Kirov và cố gắng giết Stalin và các lãnh đạo khác của chính phủ Liên Xô. Giống như các bị cáo khác, Kamenev bị kết tội và thi hành bởi đội súng trường vào ngày 25 tháng 8 năm 1936.
Sau khi Kamenev bị hành quyết, người thân của ông cũng bị số phận tương tự. Con trai thứ hai của Kamenev, Yu. L. Kamenev, bị hành quyết ngày 30 tháng 1 năm 1938, ở tuổi 17. Con trai cả của ông, sĩ quan không quân AL Kamenev, bị xử tử ngày 15 tháng 7 năm 1939, ở tuổi 33. Người vợ đầu tiên của ông, Olga, bị hành quyết vào ngày 11 Tháng 9 năm 1941, trong rừng Medvedev bên ngoài Oryol, cùng với Christian Rakovsky, Maria Spiridonova, và 160 tù nhân chính trị nổi bật khác. Chỉ có con trai út của ông, Vladimir Glebov, sống sót sau nhà tù và trại lao động của Stalin, sống cho đến năm 1994.
Năm 1988 Kamenev, Zinoviev và các đồng chí của ông đã chính thức được chính phủ Liên Xô xóa bỏ mọi tội trạng.